# Europaspiele 2023/Teilnehmer (Belgien)
| Gelbes Symbol für Goldmedaillen mit stilisierten Olympischen Ringen | Graues Symbol für Silbermedaillen mit stilisierten Olympischen Ringen | Braundes Symbol für Bronzemedaillen mit stilisierten Olympischen Ringen |
| ------------------------------------------------------------------- | --------------------------------------------------------------------- | ----------------------------------------------------------------------- |
| 2                                                                   | 5                                                                     | 6                                                                       |

Belgien nahm mit 140 Athleten an den Europaspielen 2023 in Krakau teil.

## Medaillengewinner
| Name/n                                                           | Sportart       | Wettkampf               |
| ---------------------------------------------------------------- | -------------- | ----------------------- |
| Silber                                                           |                |                         |
| Caspar Augustijnen Bryan De Valck Dennis Donkor Thibaut Vervoort | 3×3-Basketball | Männer                  |
| Rani Rosius                                                      | Leichtathletik | 100 m, Frauen           |
| Thomas Carmoy                                                    | Leichtathletik | Hochsprung Männer       |
| Bronze                                                           |                |                         |
| Jonathan Sacoor Camille Laus Dylan Borlée Cynthia Bolingo Mbongo | Leichtathletik | 4 × 400 m Mixed-Staffel |

## Teilnehmer nach Sportarten

### Badminton
- Julien Carraggi
- Lianne Tan

### 3×3 Basketball
| Wettbewerb    | Männer                                                           |
| ------------- | ---------------------------------------------------------------- |
| Athleten      | Caspar Augustijnen Bryan De Valck Dennis Donkor Thibaut Vervoort |
| Gruppenphase  | Slowenien 21:8 Lettland 16:21 Spanien 21:14                      |
| Viertelfinale | Österreich 21:20                                                 |
| Halbfinale    | Deutschland 21:15                                                |
| Bronze/Finale | Lettland 11:19                                                   |
| Rang          | Silber                                                           |

### Bogenschießen
- Jarno De Smedt
- Charlotte Destrooper
- Sarah Prieels

### Boxen
- Oshin Derieuw
- Mayssen Lambot
- Vasile Usturoi

### Breaking
- Camine
- Cis
- Lucky
- Madmax

### Fechten
- Solane Beken
- Felix Blommaert
- Anne Bultynck
- Jolien Corteyn
- Stef De Greef
- François Ferot
- Oscar Geudvert
- Marc Housieaux
- Neisser Loyola
- Mathieu Nijs
- Stef Van Campenhout
- Aube Vandingenen

### Kanu

#### Kanurennsport
- Lize Broekx
- Artuur Peters
- Hermien Peters
- Bram Sikkens

#### Kanuslalom
- Gabriel De Coster

### Karate

#### Kumite
- Quentin Mahauden

### Leichtathletik
| Wettbewerb  | Wettbewerb | Punkte | Punkte | Punkte | Punkte | Punkte | Punkte | Punkte     | Punkte    | Punkte    | Punkte      | Punkte           | Punkte      | Punkte    | Punkte     | Punkte     | Punkte         | Punkte     | Punkte     | Punkte     | Punkte | Rang |
| Wettbewerb  | Wettbewerb | 100 m  | 200 m  | 400 m  | 800 m  | 1500 m | 5000 m | 110 m Hü.* | 400 m Hü. | 4 × 100 m | 4 × 400 m** | 3000 m Hindernis | Kugelstoßen | Speerwurf | Hammerwurf | Diskuswurf | Stabhochsprung | Hochsprung | Dreisprung | Weitsprung | Gesamt | Rang |
| ----------- | ---------- | ------ | ------ | ------ | ------ | ------ | ------ | ---------- | --------- | --------- | ----------- | ---------------- | ----------- | --------- | ---------- | ---------- | -------------- | ---------- | ---------- | ---------- | ------ | ---- |
| 1. Division | Männer     | 3      | 2      | 6      | 2      | 7      | 8      | 3          | 12        | 7         | 14          | 9                | 1           | 15        | 2          | 2          | 7              | 15         | 2          | 3          | 250    | 14   |
| 1. Division | Frauen     | 15     | 7      | 14     | 8      | 6      | 7      | 2          | 0         | 9         | 14          | 1                | 10          | 2         | 10         | 3          | 13             | 15         | 3          | 5          | 250    | 14   |

* Die Frauen traten über 100 m Hürden, statt 110 m Hürden an.
** Die 4 × 400 m waren ein Mixed-Wettkampf.

#### Einzelresultate
| Wettbewerb       | Männer                                                        | Männer       | Männer | Männer      | Frauen                                                | Frauen          | Frauen | Frauen      |
| Wettbewerb       | Athlet                                                        | Ergebnis     | Rang   | Rang Gesamt | Athletin                                              | Ergebnis        | Rang   | Rang Gesamt |
| ---------------- | ------------------------------------------------------------- | ------------ | ------ | ----------- | ----------------------------------------------------- | --------------- | ------ | ----------- |
| 100 m            | Kobe Vleminckx                                                | 10,51 s      | 14     | 21          | Rani Rosius                                           | 11,20 s =PB     | 02     | Silber      |
| 200 m            | Christian Iguacel                                             | 21,34 s      | 15     | 30          | Imke Vervaet                                          | 23,27 s         | 10     | 14          |
| 400 m            | Dylan Borlée                                                  | 45,84 s      | 11     | 15          | Cynthia Bolingo Mbongo                                | 50,95 s SB      | 03     | 04          |
| 800 m            | Pieter Claus                                                  | 1:50,03 min  | 15     | 27          | Camille Laus                                          | 2:02,28 min     | 09     | 16          |
| 1500 m           | Stijn Baeten                                                  | 3:41,53 min  | 10     | 11          | Elise Vanderelst                                      | 4:14,63 min     | 11     | 18          |
| 5000 m           | Enzo Noël                                                     | 14:02,78 min | 09     | 13          | Lisa Rooms                                            | 15:44,24 min    | 10     | 16          |
| 110/100 m Hürden | Nolan Vancauwemberghe                                         | 14,00 s      | 14     | 21          | Jolien Boumkwo *                                      | 32,81 s SB      | 15     | 44          |
| 400 m Hürden     | Julien Watrin                                                 | 49,56 s      | 05     | 08          | Hanne Claes                                           | DNS             | DNS    | DNS         |
| 3000 m Hindernis | Clément Deflandre                                             | 8:36,23 min  | 08     | 08          | Jolien Van Hoorebeke                                  | 10:32,28 min PB | 16     | 27          |
| 4 × 100 m        | Rendel Vermeulen Antoine Snyders Jordan Paquot Kobe Vleminckx | 39,41 s SB   | 10     | 12          | Elise Mehuys Janie De Naeyer Rani Vincke Imke Vervaet | 43,84 s SB      | 08     | 09          |
| Kugelstoßen      | Andreas De Lathauwer                                          | 16,67 m      | 16     | 32          | Jolien Boumkwo                                        | 16,58 m         | 07     | 10          |
| Speerwurf        | Timothy Herman                                                | 81,67 m      | 02     | 04          | Pauline Smal                                          | 47,24 m         | 15     | 25          |
| Hammerwurf       | Rémi Malengreaux                                              | 56,67 m      | 15     | 31          | Vanessa Sterckendries                                 | 67,95 m         | 07     | 09          |
| Diskuswurf       | Lars Coene                                                    | 50,52 m      | 15     | 33          | Katelijne Lyssens                                     | 48,04 m         | 14     | 28          |
| Stabhochsprung   | Ben Broeders                                                  | 5,45 m       | 10     | 10          | Elien Vekemans                                        | 4,50 m EU23L    | 04     | 05          |
| Hochsprung       | Thomas Carmoy                                                 | 2,29 m =PB   | 02     | Silber      | Merel Maes                                            | 1,92 m =PB      | 02     | 04          |
| Dreisprung       | Björn De Decker                                               | 14,08 m      | 15     | 37          | Saliyya Guisse                                        | 12,69 m         | 14     | 27          |
| Weitsprung       | Yanni Sampson                                                 | 7,24 m       | 14     | 30          | Maité Beernaert                                       | 6,10 m          | 12     | 21          |

| Wettbewerb | Mixed                                                            | Mixed          | Mixed | Mixed       |
| Wettbewerb | Athleten                                                         | Ergebnis       | Rang  | Rang Gesamt |
| ---------- | ---------------------------------------------------------------- | -------------- | ----- | ----------- |
| 4 × 400 m  | Jonathan Sacoor Camille Laus Dylan Borlée Cynthia Bolingo Mbongo | 3:12,97 min SB | 03    | Bronze      |

Ersatz: Kévin Borlée, Amine Kasmi

### Moderner Fünfkampf
- Anais Eudes

### Muay Thai
- Gianny De Leu
- Axana Depypere
- Sarah Piccirillo

### Padel
- Maxime Deloyer / Bram Coene
- Jérôme Peeters / François Azzola
- Helena Wyckaert / An-Sophie Mestach
- Dorien Cuypers / Elyne Boeykens

### Radsport

#### Mountainbike
- Pierre De Froidmont
- Emeline Detilleux
- Clement Horny
- Arne Janssens
- Githa Michiels
- Jens Schuermans

### 7er-Rugby
| Wettbewerb    | Männer | Frauen |
| ------------- | --- | --- |
| Athleten      | Gaspard Lalli Gillian Benoy Hugues Bastin Isaac Montoisy Jens Torfs Julien Berger Matias Remue Nathan Bontems Timothé Rifon Timothée Devos Tornike Megrelidze Victor André William Van Bos | Cécile Blondiau Ella Amory Emilie Musch Hanne Swiers Héloïse Stévins Laura Bosman Loes Hubrecht Margaux Lalli Nele Pien Noémie van de Poele Pauline Gernaey Shari Clae |
| Trainer       | Laurent Sousbie | Emiel Vermote |
| Gruppenphase  | | |
| Viertelfinale | | |
| Halbfinale    | | |
| Finale        | | |
| Rang          | | |

### Schießen
- Jessie Kaps

### Sportklettern
- Liselotte De Bruyn
- Lucie Delcoigne

### Synchronschwimmen
- Renaud Barral
- Lisa Ingenito

### Taekwondo
- Badr Achab
- Jaouad Achab
- Raheleh Asemani
- Sarah Chaâri
- Manuel Pollet

### Tischtennis
- Martin Allegro
- Margo Degraef
- Florent Lambiet
- Nathalie Marchetti
- Cedric Nuytinck
- Adrien Rassenfosse

### Triathlon
- Arnaud Mengal
- Noah Servais
- Jolien Vermeylen